# Kováts S. János
Kováts S. János, teljes nevén Kovács Sándor János (Répceszentgyörgy, 1865. március 16. – Kolozsvár, 1930 után) magyar irodalomtörténész, nyelvész, tankönyvíró.

## Életútja
Székesfehérvárt érettségizett (1887), Budapesten magyar-francia-latin szakos tanári diplomát szerzett (1893). Brassóban, majd Nagyváradon tanított, 1916-tól a kolozsvári Kereskedelmi Akadémián, nyugalomba vonulása után a Református Teológia s az Unitárius Kollégium óraadója. Szaktárgyain kívül kereskedelmi levelezésre, történelemre, román nyelvre és gépírásra is oktatott. Tagja volt a Szigligeti Társaságnak.
Első munkáiban szülőföldjének, Vas megyének helytörténeti kérdéseivel foglalkozott, majd francia tankönyveket és szótárakat fordított és szerkesztett, ilyen a Francia és magyar iskolai szótár (M. A. Thibaut után, Budapest, 1902), Magyar-francia kereskedelmi szótár (Budapest, 1905), Francia kereskedelmi levelek tárgyi csoportokban (Nagyvárad, 1921). A már Romániában kialakuló magyar iskolaügy legtermékenyebb tankönyvírója: a magyar tannyelvű elemi, közép- és szakiskolák, kereskedelmi tanintézetek számára 20 munkát állított össze Angheliu Ioan, Szentkirályi Samu és Voina Dumitru társszerzőjeként, ill. önállóan, köztük magyar nyelvű retorikát és poétikát, román nyelvgyakorló könyveket és történelmet (Codrea Lászlóval, Kolozsvár, 1922) s három francia kézikönyvet a végzős osztályok diákjai, tanárai számára Petit histoire de litérature française (Kolozsvár, 1926), Analyse des chefs-d'oeuvres français (Kolozsvár, 1927) és Ce qu'il faut savoir sur les verbes (Kolozsvár, 1928) címmel.
Cikkekben, tanulmányokban foglalkozott nyelvészeti, nyelvhelyességi kérdésekkel, a budapesti Egyetemes Philologiai Közlöny, Magyar Paedagogia, Magyar Nyelvőr, Budapesti Szemle munkatársa. Először Nagyváradon (1903), majd bővítve Kolozsvárt (1924) adta ki A magyar helyesírás szabályai c. kézikönyvét. Cikkei jelentek meg az Erdélyi Szemle, Erdélyi Magyar Lányok, Pásztortűz hasábjain. Magyarra fordította Pierre Loti Az izlandi halász (Budapest, 1896) c. regényét.

## Művei
- A könyvnyomtatás története Vasmegyében, Szombathely, 1891